# Gran Premio di superbike di Assen 1997
Il Gran Premio di Superbike di Assen 1997 è stata la nona prova su dodici del Campionato mondiale Superbike 1997, è stato disputato il 31 agosto sul TT Circuit Assen e ha visto la vittoria di John Kocinski in gara 1, mentre la gara 2 è stata vinta da Carl Fogarty.
La vittoria nella gara valevole per il campionato mondiale Supersport è stata invece ottenuta da Wilco Zeelenberg.

## Risultati

### Gara 1

#### Arrivati al traguardo[4]
| Pos. | Nº | Pilota              | Motocicletta | Tempo     | Griglia | Punti |
| ---- | -- | ------------------- | ------------ | --------- | ------- | ----- |
| 1º   | 3  | John Kocinski       | Honda        | 33:34.731 | 1º      | 25    |
| 2º   | 4  | Carl Fogarty        | Ducati       | +0:00.143 | 2º      | 20    |
| 3º   | 7  | Pierfrancesco Chili | Ducati       | +0:00.701 | 7º      | 16    |
| 4º   | 2  | Aaron Slight        | Honda        | +0:06.363 | 6º      | 13    |
| 5º   | 9  | Neil Hodgson        | Ducati       | +0:08.431 | 9º      | 11    |
| 6º   | 22 | Scott Russell       | Yamaha       | +0:10.770 | 5º      | 10    |
| 7º   | 12 | James Whitham       | Suzuki       | +0:13.540 | 8º      | 9     |
| 8º   | 8  | Akira Yanagawa      | Kawasaki     | +0:13.566 | 4º      | 8     |
| 9º   | 6  | Simon Crafar        | Kawasaki     | +0:16.602 | 3º      | 7     |
| 10º  | 42 | Chris Walker        | Yamaha       | +0:27.648 | 11º     | 6     |
| 11º  | 11 | Mike Hale           | Suzuki       | +0:31.277 | 12º     | 5     |
| 12º  | 17 | Pere Riba           | Honda        | +1:02.332 | 19º     | 4     |
| 13º  | 21 | Jochen Schmid       | Kawasaki     | +1:02.787 | 13º     | 3     |
| 14º  | 53 | Udo Mark            | Suzuki       | +1:03.033 | 14º     |       |
| 15º  | 46 | Erkka Korpiaho      | Kawasaki     | +1:05.650 | 18º     | 2     |
| 16º  | 31 | Igor Jerman         | Kawasaki     | +1:05.959 | 16º     | 1     |
| 17º  | 57 | Michael Rudroff     | Suzuki       | +1:25.817 | 20º     |       |
| 18º  | 56 | Rainer Jänisch      | Suzuki       | +1:33.081 | 21º     |       |
| 19º  | 49 | Juha Berner         | Kawasaki     | +2:06.098 | 23º     |       |
| 20º  | 52 | Anton Gruschka      | Yamaha       | +1 giro   | 22º     |       |
| 21º  | 60 | Joop Bosch          | Kawasaki     | +1 giro   | 26º     |       |
| 22º  | 64 | Heinz Platacis      | Kawasaki     | +1 giro   | 31º     |       |
| 23º  | 51 | Giorgio Cantalupo   | Ducati       | +1 giro   | 25º     |       |
| 24º  | 61 | Gijsbert Spilt      | Ducati       | +1 giro   | 30º     |       |
| 25º  | 79 | Ondřej Lelek        | Honda        | +1 giro   | 28º     |       |

#### Ritirati
| Nº | Pilota               | Motocicletta | Giri     | Griglia |
| -- | -------------------- | ------------ | -------- | ------- |
| 14 | James Haydon         | Ducati       | +3 giri  | 15º     |
| 68 | Jiří Mrkývka         | Honda        | +6 giri  | 24º     |
| 15 | Piergiorgio Bontempi | Kawasaki     | +16 giri | 10º     |
| 47 | Eskil Suter          | Honda        | +16 giri | 17º     |

### Gara 2

#### Arrivati al traguardo[5]
| Pos. | Nº | Pilota               | Motocicletta | Tempo     | Griglia | Punti |
| ---- | -- | -------------------- | ------------ | --------- | ------- | ----- |
| 1º   | 4  | Carl Fogarty         | Ducati       | 33:31.289 | 2º      | 25    |
| 2º   | 7  | Pierfrancesco Chili  | Ducati       | +0:00.931 | 7º      | 20    |
| 3º   | 3  | John Kocinski        | Honda        | +0:02.988 | 1º      | 16    |
| 4º   | 2  | Aaron Slight         | Honda        | +0:04.620 | 6º      | 13    |
| 5º   | 9  | Neil Hodgson         | Ducati       | +0:13.426 | 9º      | 11    |
| 6º   | 6  | Simon Crafar         | Kawasaki     | +0:15.890 | 3º      | 10    |
| 7º   | 8  | Akira Yanagawa       | Kawasaki     | +0:20.940 | 4º      | 9     |
| 8º   | 22 | Scott Russell        | Yamaha       | +0:30.966 | 5º      | 8     |
| 9º   | 42 | Chris Walker         | Yamaha       | +0:34.965 | 11º     | 7     |
| 10º  | 15 | Piergiorgio Bontempi | Kawasaki     | +0:40.721 | 10º     | 6     |
| 11º  | 12 | James Whitham        | Suzuki       | +0:50.507 | 8º      | 5     |
| 12º  | 21 | Jochen Schmid        | Kawasaki     | +1:01.996 | 13º     | 4     |
| 13º  | 53 | Udo Mark             | Suzuki       | +1:02.300 | 14º     |       |
| 14º  | 31 | Igor Jerman          | Kawasaki     | +1:02.458 | 16º     | 3     |
| 15º  | 17 | Pere Riba            | Honda        | +1:02.915 | 19º     | 2     |
| 16º  | 56 | Rainer Jänisch       | Suzuki       | +1:37.048 | 21º     |       |
| 17º  | 46 | Erkka Korpiaho       | Kawasaki     | +1:47.903 | 18º     | 1     |
| 18º  | 57 | Michael Rudroff      | Suzuki       | +2:06.879 | 20º     |       |
| 19º  | 49 | Juha Berner          | Kawasaki     | +1 giro   | 23º     |       |
| 20º  | 68 | Jiří Mrkývka         | Honda        | +1 giro   | 24º     |       |
| 21º  | 64 | Heinz Platacis       | Kawasaki     | +1 giro   | 31º     |       |
| 22º  | 69 | Steve Marks          | Kawasaki     | +1 giro   | 29º     |       |
| 23º  | 79 | Ondřej Lelek         | Honda        | +1 giro   | 28º     |       |

#### Ritirati
| Nº | Pilota            | Motocicletta | Giri     | Griglia |
| -- | ----------------- | ------------ | -------- | ------- |
| 60 | Joop Bosch        | Kawasaki     | +3 giri  | 26º     |
| 52 | Anton Gruschka    | Yamaha       | +4 giri  | 22º     |
| 11 | Mike Hale         | Suzuki       | +5 giri  | 12º     |
| 51 | Giorgio Cantalupo | Ducati       | +5 giri  | 25º     |
| 47 | Eskil Suter       | Honda        | +9 giri  | 17º     |
| 61 | Gijsbert Spilt    | Ducati       | +12 giri | 30º     |
| 14 | James Haydon      | Ducati       | +16 giri | 15º     |

### Supersport

#### Arrivati al traguardo
| Pos. | Nº | Pilota               | Motocicletta | Giri | Tempo     | Punti |
| ---- | -- | -------------------- | ------------ | ---- | --------- | ----- |
| 1º   | 30 | Wilco Zeelenberg     | Yamaha       | 16   | 35'26.496 | 25    |
| 2º   | 26 | Paolo Casoli         | Ducati       | 16   | +13.056   | 20    |
| 3º   | 41 | Michaël Paquay       | Honda        | 16   | +18.740   | 16    |
| 4º   | 13 | Jeffry de Vries      | Yamaha       | 16   | +19.140   | 13    |
| 5º   | 34 | Yves Briguet         | Suzuki       | 16   | +19.365   | 11    |
| 6º   | 6  | Vittoriano Guareschi | Yamaha       | 16   | +21.593   | 10    |
| 7º   | 24 | Stéphane Chambon     | Ducati       | 16   | +22.500   | 9     |
| 8º   | 32 | Marc Garcia          | Honda        | 16   | +23.083   | 8     |
| 9º   | 14 | Fred Bayens          | Honda        | 16   | +24.576   | 7     |
| 10º  | 57 | Mile Pajic           | Kawasaki     | 16   | +25.500   | 6     |
| 11º  | 17 | Stéphane Mertens     | Suzuki       | 16   | +27.543   | 5     |
| 12º  | 7  | Thomas Körner        | Ducati       | 16   | +31.282   | 4     |
| 13º  | 35 | Giovanni Bussei      | Suzuki       | 16   | +31.482   | 3     |
| 14º  | 23 | Volker Bähr          | Kawasaki     | 16   | +41.862   | 2     |
| 15º  | 53 | Francisco Riquelme   | Ducati       | 16   | +44.369   | 1     |
| 16º  | 2  | Massimo Meregalli    | Yamaha       | 16   | +46.688   |       |
| 17º  | 9  | Rudi Markink         | Yamaha       | 16   | +53.795   |       |
| 18º  | 11 | Peter Koller         | Kawasaki     | 16   | +1'02.010 |       |
| 19º  | 59 | Harry Van Beek       | Yamaha       | 16   | +1'02.841 |       |
| 20º  | 39 | Thomas Hinterreiter  | Kawasaki     | 16   | +1'43.065 |       |
| 21º  | 10 | Wim Theunissen       | Kawasaki     | 16   | +1'46.805 |       |

#### Ritirati
| Nº | Pilota              | Motocicletta | Giri |
| -- | ------------------- | ------------ | ---- |
| 31 | Marco Risitano      | Kawasaki     | 15   |
| 52 | Jörg Teuchert       | Yamaha       | 14   |
| 18 | David Rouge         | Honda        | 12   |
| 1  | Fabrizio Pirovano   | Ducati       | 12   |
| 90 | Bernhard Schick     | Ducati       | 12   |
| 27 | Rubén Xaus          | Honda        | 11   |
| 58 | Torleif Hartelman   | Ducati       | 9    |
| 25 | Serafino Foti       | Bimota       | 7    |
| 60 | Eric Mahé           | Yamaha       | 4    |
| 28 | Jonnie Ekerold      | Suzuki       | 4    |
| 8  | Roberto Panichi     | Ducati       | 3    |
| 36 | Christophe Cogan    | Ducati       | 3    |
| 4  | Camillio Mariottini | Ducati       | 2    |
| 45 | Dean Thomas         | Honda        | 0    |
| 22 | Bernard Garcia      | Honda        | 0    |
| 38 | Mario Innamorati    | Ducati       | 0    |